# 聖母升天主教座堂 (巴利亞多利德)

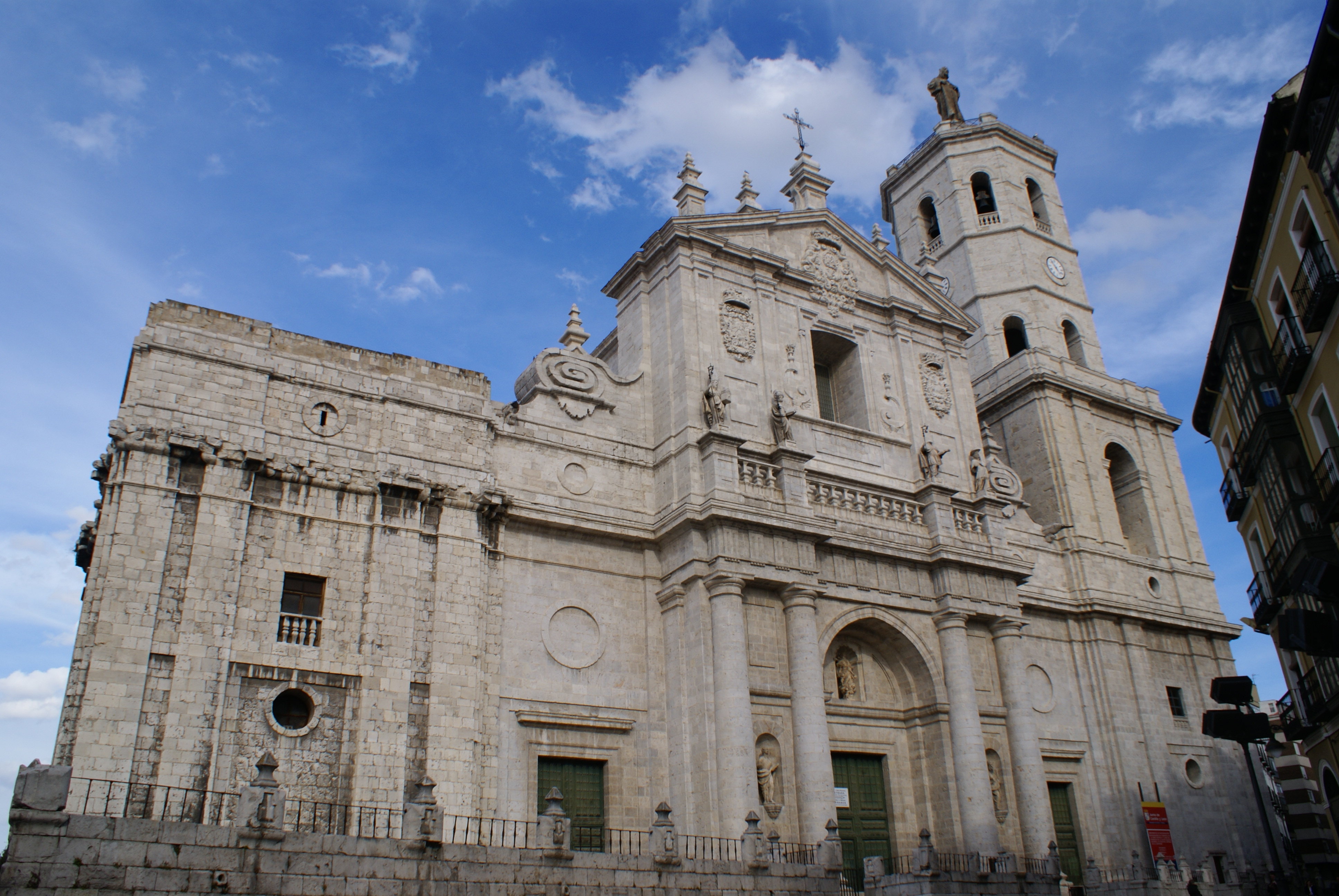
聖母升天主教座堂

聖母升天主教座堂（西班牙語：Catedral de Nuestra Señora de la Asunción de Valladolid）是位於西班牙城市巴利亞多利德的一座羅馬天主教的主教座堂。巴利亞多利德主教座堂由胡安·德·埃雷拉設計，但現在建築只有40-45%的部分是按照原設計建設。巴利亞多利德是一座哥特式建築。